# Boca del Cufré
Balneario Boca del Cufré es un balneario Uruguayo del departamento de San José.

## Historia
El navegante portugués Pero López de Souza el 25 de noviembre de 1531 encuentra los primeros indígenas en rincón del Cufré y luego a su regreso el 21 de diciembre de 1531 se encuentra nuevamente con ellos. Según algunos historiadores, Pero López de Souza se interna en el arroyo Cufré para guarecerse de una tormenta, bautizándolo con el nombre de Sam João, (4) fue el primer visitante extranjero que describió en forma pormenorizada como eran los indios que habitaban estas tierras, y aunque hay muchas teorías, se ha llegado a la conclusión que pertenecían a la parcialidad del grupo chana-timbú. (2)
Ya entrando en la época moderna, la Profesora Rudelí Páez y los alumnos de 2.os años generación 1994 Liceo José Larguero de Ecilda Paullier, realizaron un excelente trabajo con el camino recorrido por la familia Cordero para fundar el balneario.
El Balneario fue fundado el 6 de octubre de 1957, mediante el remate público realizado por la firma Clemente Viñoles. Los primeros lotes fueron los ubicados sobre el arroyo Cufré. En el Año 1959 comienza a circular la primera línea de ómnibus.(1)
Cufré,. “Su nombre deriva de Jofré, Juan Francisco Jofré de Arce antiguo faenero y tal vez propietario de este rincón o simplemente su primitivo poblador”. (Orestes Araújo en Diccionario Geográfico del Uruguay, 1900) (3). Poco después de la fundación de Montevideo, el 24 de diciembre de 1726 los límites fijados por Pedro Millán, aprobados por la Real Cédula del 15 de abril de 1728 decían: que desde la boca del arroyo que llaman de Jofré, siguiendo la costa del Río de la Plata hasta este puerto de Montevideo....(2)

## Ubicación
El balneario se encuentra situado en la zona suroeste del departamento de San José, en la desembocadura del arroyo homónimo en el Río de la Plata, y con costas sobre este último. Tiene acceso desde el km 101 de la ruta 1. Dista 17 km de la localidad de Ecilda Paullier.

## Características
Dispone de un arroyo navegable de aproximadamente 13 km con una profundidad de 5 a 7 metros, se destaca por sus orillas pobladas de montes indígenas, esto es, bosques de flora autóctona. La playa del Balneario Boca de Cufré se caracteriza por sus arenas blancas. Es visitada principalmente por grupos familiares. Cuenta además con un camping e instalaciones al aire libre.

## Población
Según el censo del año 2011 la localidad contaba con una población de 28 habitantes.
| 15            | 29 | 40 | 61 | 38 | 28 |
| (Fuente: INE) |    |    |    |    |    |

## Obras Realizadas
El gobierno uruguayo impulsado por el creciente turismo proveniente de Argentina, dispuso crear lugares (puerto, escolleras) donde las embarcaciones de los turistas pudiesen atracar.
Estos puntos estratégicos llegarían hasta Punta del Este cada uno contaría con cadenas de hoteles, posadas y restaurantes.
Este proyecto no se llevó a cabo debido a problemas presupuestales.
Hoy en día se puede visitar la escollera de Boca de Cufré donde se pueden apreciar ventajas e inconvenientes de la obra.
Como inconveniente, los propietarios de terrenos costeros del lado Oeste (depto. de Colonia) advierten la escasez de arena que estaría siendo retenida por la escollera hacia el Este (depto. de San José).
Como ventaja, el calado del arroyo ha aumentado, lo que permite el ingreso de embarcaciones que vienen a participar de la actividad turística de la zona o que se encuentran de paso entre los puertos de Colonia o Juan Lacaze y Buceo o Punta del Este. Asimismo, las inundaciones que se producían en momentos de grandes lluvias han dejado de afectar a las viviendas del balneario.
En el año 2016 el Gobierno Nacional Presidido por el Dr. Tabaré Vázquez y siendo MTOP Víctor Rossi decidieron destruir la escollera por los supuestos daños ambientales que le ocasiona a la costa de Colonia, gastando una cifra superior a los 4 millones de dólares,  decisión que no tiene claro si solucionará el problema. Hay otras corrientes de pensamiento que proponían corregir el murallón terminando la obra como fue proyectada y con un costo notablemente inferior. (2)

## Instalaciones náuticas
Entrando por el arroyo Cufré desde el Río de la Plata las embarcaciones cuentan con las siguientes comodidades:

### Puerto Arroyo Cufré (DNH)
Puerto oficialmente habilitado por la ley N.º 17296 del 21 de febrero de 2001, depende de la Dirección Nacional de Hidrografía. Muro de hormigón que  permite amarrar varias embarcaciones de hasta 1.80 m de calado (más cuando hay mayor caudal en el arroyo). Este puerto tiene una rampa de hormigón para bajar lanchas, si se dispone de un tráiler y vehículo para moverlo (no hay malacate). Si hay  una bajantes importantes del arroyo , se opera con dificultad.

### Pluma del Club Náutico
El Club Náutico y de Pesca Boca de Cufré cuenta con una pluma habilitada para subir embarcaciones de hasta 12.000 kg de peso. Requiere coordinación previa para su uso . 

### Muro, Rampa y Balsa de embarque del Club Náutico
Instalaciones de madera para movimiento de embarcaciones menores. Puerto deembarque de particulares y de las clase de vela.

## Instalaciones y Atracciones turísticas

### Hostel
Para 40 plazas en la segunda planta del Club. Convenio firmado entre el Club y la IMSJ que establece contrapartidas de alojamiento para escuelas.

### Mirador Municipal sobre el Arroyo Cufré
El Gobierno departamental construyó sobre Rambla Costanera y calle las Yaras un mirador sobre el arroyo Cufré, estructura que permite la posibilidad de disfrutar el formidable paisaje que nos brinda el arroyo Cufré. (2)

### Paseo del Puertito
La Comisión Vecinal Boca de Cufré en el predio del Puerto del Balneario construyó un paseo para que las familias puedan disfrutar en sus momentos libres, donde cuentan con parrilleros. (2)

### Playa Accesible
El Balneario Boca de Cufré en verano brinda a los turistas el servicio de silla anfibia, la que se desplaza por un caminero de madera exclusivo que llega hasta la orilla del agua, convirtiéndolo en unos de los pocos balnearios con acceso universal para personas con capacidades diferentes, esta silla fue donada por una organización no gubernamental de Noruega. Los beneficiarios son ayudados y supervisados por los guardavidas. (2)

### Pórtico
Llegando al Balneario nos encontramos con un pórtico de acceso que nos da la bienvenida. (2)

### Boya Náutica
La Comisión Vecinal y del Club Náutico Boca de Cufré, con la colaboración del Gobierno Departamental instalaron una boya náutica para señalizar la entrada al Balneario Boca de Cufré, sobre la Ruta nacional Ruta Nacional N 1 Brigadier General Manuel Oribe. (2) 

### Certificación
Balneario Boca del Cufré, año a año obtiene la certificación de  “Balneario natural de gestión ambiental certificada”, porque cumple con determinados parámetros y protocolos que exigen en la norma ISO 14001 · Esta norma ha tomado como referencia el contenido de otros esquemas de certificación (Blue Flag, Blue Wave) y la serie de normas de gestión ambiental ISO 14001 para resumir un sistema original que está siendo adoptado por varios balnearios del Uruguay. (2)

## Infraestructura
Posee una capacidad de aproximadamente 300 plazas de alojamiento, y 200 viviendas en alquiler, supermercados, red de cobranza, cajero, destacamento policial, primeros auxilios, puerto. (2) 

## Instituciones
Comisión Vecinal Boca de Cufré
Club Náutico y de Pesca Boca de Cufré
Página WEB https://bbocadelcufre.blogspot.com.uy/